# WFV-Pokal 2019/20
Der WFV-Pokal 2019/20 war die 67. Austragung des Männer-Pokalwettbewerbs durch den Württembergischen Fußballverband. Das Endspiel fand am 22. August 2020 im Rahmen des Finaltags der Amateure statt. Im Stuttgarter Gazi-Stadion auf der Waldau besiegte Titelverteidiger und Rekordpokalsieger SSV Ulm 1846 in einem Duell zweier Süd-Regionalligisten die TSG Balingen mit 3:0 und qualifizierte sich somit für den DFB-Pokal 2020/21. Gemäß Auslosung des DFB-Wettbewerbs am 27. Juli 2020 trafen die „Spatzen“ dort in der ersten Runde auf den Zweitligisten FC Erzgebirge Aue und erreichten die zweite Pokalrunde, wo sie nach dem Tausch des Heimrechts beim Bundesligisten FC Schalke 04 mit einer 1:3-Niederlage ausschieden. Es war der zehnte Titelgewinn des SSV Ulm 1846, der damit seine Stellung als Rekordpokalsieger weiter ausbaute.
Die ersten drei Runden des Pokalwettbewerbs wurden in vier regionalen Gruppen ausgetragen. Ab dem Achtelfinale wurde verbandsweit gespielt. Aufgrund der COVID-19-Pandemie in Deutschland lag der Spielbetrieb auf Amateurebene ab dem Frühjahr brach. Bis dahin standen die Viertelfinalteilnehmer nach Abschluss der Achtelfinalspiele im Oktober 2019 statt. Aufgrund der kurzen Zeitspanne für die Austragung im August wurden Anfang Juli zusammen mit den Viertelfinalspielen bereits die Halbfinalpartien ausgelost. Wenige Tage später wurde der ursprünglich für den 23. Mai vorgesehene „Finaltag der Amateure“ in Abstimmung zwischen dem DFB, den Landesverbänden und dem übertragenden Ersten auf dem 22. August terminiert.

## 1. Runde
| Gruppe 1        | Gruppe 1                               | Gruppe 1   | Gruppe 1                        |
| --------------- | -------------------------------------- | ---------- | ------------------------------- |
| So., 28.07.2019 | SV Unterweissach                       | 1:3        | SV Salamander Kornwestheim      |
| Di., 30.07.2019 | Sportfreunde Schwäbisch Hall           | 1:2 n. V.  | TSV Ilshofen                    |
| Mi., 31.07.2019 | SV Leonberg/Eltingen                   | 1:6        | Neckarsulmer Sport-Union        |
| Mi., 31.07.2019 | SV Leingarten                          | 0:2        | FSV 08 Bissingen                |
| Do., 01.08.2019 | TSV Pfedelbach                         | 5:2 i. E.  | FSV Hollenbach                  |
| Sa., 03.08.2019 | NK Croatia Bietigheim                  | 4:6        | SG Sindringen/Ernsbach          |
| Sa., 03.08.2019 | SG Stetten-Kleingartach                | 3:4 n. V.  | SV Germania Bietigheim          |
| Sa., 03.08.2019 | TV Pflugfelden                         | 2:3        | SV Kaisersbach                  |
| Sa., 03.08.2019 | Sportfreunde Leukershausen-Mariäkappel | 0:6        | TSG Backnang 1919               |
| Sa., 03.08.2019 | SV Breuningsweiler                     | 4:5        | SpVgg Satteldorf                |
| Sa., 03.08.2019 | KTSV Hößlinswart                       | 1:2        | TSG Öhringen                    |
| Sa., 03.08.2019 | SKV Rutesheim                          | 1:2        | TSV Heimerdingen                |
| So., 04.08.2019 | TSV Crailsheim                         | 2:0        | VfB Neckarrems                  |
| So., 04.08.2019 | TV Oeffingen                           | 1:2        | TSV Schornbach                  |
| So., 04.08.2019 | TSV Schwaikheim                        | 9:10 i. E. | LV Löchgau                      |
| Gruppe 2        |                                        |            |                                 |
| Mi., 31.07.2019 | TSV Neu-Ulm                            | 2:1        | Sportfreunde Dorfmerkingen      |
| Fr., 02.08.2019 | SV Ebersbach/Fils                      | 2:3 i. E.  | 1. FC Heiningen                 |
| Sa., 03.08.2019 | 1. FC Frickenhausen                    | 1:2        | TSGV Waldstetten                |
| Sa., 03.08.2019 | SC Geislingen                          | 1:2        | TSG Hofherrnweiler-Unterrombach |
| Sa., 03.08.2019 | TSG Hofherrnweiler-Unterrombach II     | 1:2        | SV Bonlanden                    |
| Sa., 03.08.2019 | TSV Weilimdorf                         | 10:9 i. E. | TV Echterdingen                 |
| Sa., 03.08.2019 | 1. FC Donzdorf                         | 2:4        | TSV Oberensingen                |
| Sa., 03.08.2019 | ASV Aichwald                           | 1.0        | FV Sontheim/Brenz               |
| Sa., 03.08.2019 | SV Neresheim                           | 2:3        | SV Fellbach                     |
| Sa., 03.08.2019 | TSV Bad Boll                           | 2:5 i. E.  | 1. FC Normannia Gmünd           |
| Sa., 03.08.2019 | TV Zazenhausen                         | 0:4        | Türk Spor Neu-Ulm               |
| Di., 06.08.2019 | FV 08 Unterkochen                      | 0:4        | 1. Göppinger SV                 |
| Mi., 07.08.2019 | TSV Köngen                             | 1:2 n. V.  | SC Stammheim                    |
| Di., 13.08.2019 | TSV Essingen                           | 2:6        | SV Stuttgarter Kickers          |
| Gruppe 3        |                                        |            |                                 |
| Fr., 26.07.2019 | VfB Bösingen                           | 3:2        | SGV Freiberg                    |
| Mi., 31.07.2019 | SV Zimmern                             | 3:6        | SSV Reutlingen 05               |
| Fr., 02.08.2019 | SV Wittendorf                          | 2:1        | FC Rottenburg                   |
| Fr., 02.08.2019 | TuS Ergenzingen                        | 2:3 n. V.  | SSC Tübingen                    |
| Fr., 02.08.2019 | SpVgg Holzgerlingen                    | 6:2        | VfL Mühlheim                    |
| Sa., 03.08.2019 | FC Gärtringen                          | 1:5        | VfL Pfullingen                  |
| Sa., 03.08.2019 | TV Darmsheim                           | 0:6        | VfL Sindelfingen                |
| Sa., 03.08.2019 | SV Pfrondorf                           | 2:5        | SV Seedorf                      |
| Sa., 03.08.2019 | SV 03 Tübingen II                      | 0:3        | VfL Nagold                      |
| Sa., 03.08.2019 | SV Nehren                              | 5:3        | TSG Tübingen                    |
| Sa., 03.08.2019 | TSV Ehningen                           | 2:1        | SC 04 Tuttlingen                |
| Sa., 03.08.2019 | SV Zimmern                             | 5:3        | SV 03 Tübingen                  |
| Sa., 03.08.2019 | SV Deckenpfronn                        | 2:6        | Calcio Leinfelden-Echterdingen  |
| So., 04.08.2019 | SV Böblingen                           | 2:3        | FC Holzhausen                   |
| Gruppe 4        |                                        |            |                                 |
| Di., 30.07.2019 | SV Ochsenhausen                        | 1:9        | VfB Stuttgart II                |
| Mi., 31.07.2019 | FC 07 Albstadt                         | 0:4        | FV Ravensburg                   |
| Fr., 02.08.2019 | SG Öpfingen                            | 1:4        | SSV Ehingen-Süd                 |
| Sa., 03.08.2019 | SV Weingarten                          | 0:4        | FV Rot-Weiß Weiler              |
| Sa., 03.08.2019 | Sportfreunde Schwendi                  | 1:2        | FC Ostrach                      |
| Sa., 03.08.2019 | TSV Strassberg                         | 1:3        | SV Kehlen                       |
| Sa., 03.08.2019 | SG Aulendorf                           | 2:5        | FV Bad Schussenried             |
| Sa., 03.08.2019 | FC Mengen                              | 2:1        | TSV Nusplingen                  |
| Sa., 03.08.2019 | FC Stetten/Salmendingen                | 1:5        | TSV Buch                        |
| Sa., 03.08.2019 | VfB Friedrichshafen                    | 2:3        | TSV Berg                        |
| Sa., 03.08.2019 | SGM SW Rottenacker/Munderkingen        | 6:1        | TSV Eschach                     |
| Sa., 03.08.2019 | TSV Blaustein II                       | 1:3        | SV Mietingen                    |
| Sa., 03.08.2019 | FV Olympia Laupheim                    | 1:2        | FV Biberach                     |
| So., 04.08.2019 | FV Ravensburg II                       | 4:1        | TSV Trillfingen                 |
| So., 04.08.2019 | TSG Balingen II                        | 1:4        | FC Wangen 05                    |

Freilose: SG Sonnenhof Großaspach (Gruppe 1), VfR Aalen (Gruppe 2), SSV Ulm 1846 (Gruppe 3), TSG Balingen (Gruppe 4)

## 2. Runde
| Gruppe 1        | Gruppe 1                        | Gruppe 1  | Gruppe 1                       |
| --------------- | ------------------------------- | --------- | ------------------------------ |
| Sa., 10.08.2019 | TSV Pfedelbach                  | 2:0       | TSV Schornbach                 |
| Sa., 10.08.2019 | SV Kaisersbach                  | 0:3       | SG Sonnenhof Großaspach        |
| Sa., 10.08.2019 | TSV Crailsheim                  | 0:2       | LV Löchgau                     |
| Sa., 10.08.2019 | SV Germania Bietigheim          | 2:1       | TSG Öhringen                   |
| Mo., 12.08.2019 | SV Salamander Kornwestheim      | 1:5       | TSG Backnang 1919              |
| Di., 13.08.2019 | SG Sindringen/Ernsbach          | 0:1       | FSV 08 Bissingen               |
| Di., 13.08.2019 | TSV Heimerdingen                | 0:2       | TSV Ilshofen                   |
| Mi., 14.08.2019 | SpVgg Satteldorf                | 4:0       | Neckarsulmer Sport-Union       |
| Gruppe 2        |                                 |           |                                |
| Fr., 09.08.2019 | TSV Weilimdorf                  | 1:5       | TSGV Waldstetten               |
| Sa., 10.08.2019 | TSV Oberensingen                | 3:2       | SV Bonlanden                   |
| Sa., 11.08.2019 | ASV Aichwald                    | 1:3 n. V. | SC Stammheim                   |
| Mi., 14.08.2019 | TSG Hofherrnweiler-Unterrombach | 4:0       | 1. FC Heiningen                |
| Mi., 14.08.2019 | TSV Neu-Ulm                     | 1:4       | 1. FC Normannia Gmünd          |
| Mi., 28.08.2019 | Türk Spor Neu-Ulm               | 1:5       | SV Stuttgarter Kickers         |
| Mi., 28.08.2019 | SV Fellbach                     | 0:3       | 1. Göppinger SV                |
| Gruppe 3        |                                 |           |                                |
| Mi., 14.08.2019 | FC Holzhausen                   | 1:2       | VfL Sindelfingen               |
| Mi., 14.08.2019 | SV Wittendorf                   | 1:4       | SSV Reutlingen 05              |
| Mi., 14.08.2019 | SV Nehren                       | 2:5 i. E. | SV Zimmern                     |
| Mi., 14.08.2019 | TSV Ehningen                    | 1:2       | Calcio Leinfelden-Echterdingen |
| Mi., 14.08.2019 | SpVgg Holzgerlingen             | 5:4 n. V. | VfL Pfullingen                 |
| Mi., 14.08.2019 | SSC Tübingen                    | 3:4 n. V. | VfB Bösingen                   |
| Do., 15.08.2019 | SV Seedorf                      | 0:2       | VfL Nagold                     |
| Gruppe 4        |                                 |           |                                |
| Di., 13.08.2019 | SGM SW Rottenacker/Munderkingen | 2:1       | FV Ravensburg II               |
| Di., 13.08.2019 | FV Biberach                     | 5:1       | FC Mengen                      |
| Mi., 14.08.2019 | SV Mietingen                    | 1:3       | TSV Berg                       |
| Mi., 14.08.2019 | FC Wangen 05                    | 2:5       | FV Ravensburg                  |
| Mi., 14.08.2019 | SV Kehlen                       | 1:2       | TSV Buch                       |
| Mi., 14.08.2019 | FV Bad Schussenried             | 1:2       | SSV Ehingen-Süd                |
| Mi., 14.08.2019 | FV Rot-Weiß Weiler              | 1:6       | VfB Stuttgart II               |
| Mi., 21.08.2019 | FC Ostrach                      | 3:5 n. V. | TSG Balingen                   |

Freilos: VfR Aalen (Gruppe 2), SSV Ulm 1846 (Gruppe 3)

## 3. Runde
| Gruppe 1        | Gruppe 1                        | Gruppe 1  | Gruppe 1                        |
| --------------- | ------------------------------- | --------- | ------------------------------- |
| Di., 27.08.2019 | TSG Backnang 1919               | 2:4       | SG Sonnenhof Großaspach         |
| Mi., 28.08.2019 | SpVgg Satteldorf                | 1:2 n. V. | LV Löchgau                      |
| Mi., 28.08.2019 | SV Germania Bietigheim          | 0:3       | FSV 08 Bissingen                |
| Mi., 28.08.2019 | TSV Pfedelbach                  | 2:1       | TSV Ilshofen                    |
| Gruppe 2        |                                 |           |                                 |
| Mi., 28.08.2019 | SC Stammheim                    | 3:2       | 1. FC Normannia Gmünd           |
| Mi., 28.08.2019 | TSV Oberensingen                | 3:4 n. V. | TSG Hofherrnweiler-Unterrombach |
| Di., 10.09.2019 | TSGV Waldstetten                | 1:4       | 1. Göppinger SV                 |
| Di., 10.09.2019 | SV Stuttgarter Kickers          | 2:1       | VfR Aalen                       |
| Gruppe 3        |                                 |           |                                 |
| Mi., 21.08.2019 | VfB Bösingen                    | 0:4       | SSV Ulm 1846                    |
| Mi., 28.08.2019 | VfL Nagold                      | 3:1       | SSV Reutlingen 05               |
| Mi., 28.08.2019 | SpVgg Holzgerlingen             | 2:4       | VfL Sindelfingen                |
| Di., 10.09.2019 | SV Zimmern                      | 4:5 i. E. | Calcio Leinfelden-Echterdingen  |
| Gruppe 4        |                                 |           |                                 |
| Di., 27.08.2019 | FV Biberach                     | 1:5       | VfB Stuttgart II                |
| Mi., 28.08.2019 | TSV Buch                        | 0:1       | FV Ravensburg                   |
| Mi., 28.08.2019 | TSV Berg                        | 2:3 n. V. | TSG Balingen                    |
| Mi., 28.08.2019 | SGM SW Rottenacker/Munderkingen | 0:7       | SSV Ehingen-Süd                 |

## Achtelfinale
|                                 | Ergebnis              |                         |
| ------------------------------- | --------------------- | ----------------------- |
| SC Stammheim                    | 1:6                   | SG Sonnenhof Großaspach |
| FSV 08 Bissingen                | 4:4 n. V. (8:9 i. E.) | SSV Ulm 1846            |
| TSV Pfedelbach                  | 2:1                   | VfL Nagold              |
| SSV Ehingen-Süd                 | 0:1                   | FV Ravensburg           |
| FV Löchgau                      | 4:3 n. V.             | FSV Hollenbach          |
| TSG Hofherrnweiler-Unterrombach | 2:3                   | 1. Göppinger SV         |
| Calcio Leinfelden-Echterdingen  | 2:3                   | VfB Stuttgart II        |
| SV Stuttgarter Kickers          | 2:2 n. V. (5:6 i. E.) | TSG Balingen            |

* Klassentiefere Mannschaften genießen Heimrecht

## Viertelfinale
Die Viertelfinalspiele werden zwischen dem 1. und 5. August 2020 ausgetragen.
|                  | Ergebnis |                         |
| ---------------- | -------- | ----------------------- |
| 1. Göppinger SV  | 2:4      | TSG Balingen            |
| FV Ravensburg    | 1:5      | SSV Ulm 1846            |
| TSV Pfedelbach   | 2:0      | FV Löchgau              |
| VfB Stuttgart II | 0:1      | SG Sonnenhof Großaspach |

* Klassentiefere Mannschaften genießen Heimrecht

## Halbfinale
Die Halbfinalspiele sind für den 8. August 2020 angesetzt.
|                | Ergebnis |                         |
| -------------- | -------- | ----------------------- |
| SSV Ulm 1846   | 6:0      | SG Sonnenhof Großaspach |
| TSV Pfedelbach | 0:4      | TSG Balingen            |

* Klassentiefere Mannschaften genießen Heimrecht

## Finale
| TSG Balingen                                                            | TSG Balingen | SSV Ulm 1846 | SSV Ulm 1846 |
| ----------------------------------------------------------------------- | --- | --- | ------------ |
| TSG Balingen                                                            | \| 22. August 2020 um 14:45 Uhr in Stuttgart (Gazi-Stadion auf der Waldau) \| \| Ergebnis: 0:3 (0:0) \| | \| 22. August 2020 um 14:45 Uhr in Stuttgart (Gazi-Stadion auf der Waldau) \| \| Ergebnis: 0:3 (0:0) \| | SSV Ulm 1846 |
| TSG Balingen                                                            | Julian Hauser – Jonas Vogler, Sascha Eisele, Adrian Müller (60. Marc Pettenkofer), Matthias Schmitz – Cedric Guarino, Tim Wöhrle, Lukas Foelsch, Kaan Akkaya (57. Marco Gaiser) – Leander Vochatzer, Simon Klostermann Cheftrainer: Martin Braun | Niclas Heimann – Michael Heilig, Johannes Reichert, Thomas Geyer, Nicolas Jann – Robin Heußer, Adrian Beck (82. Albano Gashi), Vinko Šapina, Burak Çoban (90.+5' Steffen Kienle) – Felix Higl (70. Anton Fink), Tobias Rühle (61. Ardian Morina) Cheftrainer: Holger Bachthaler | SSV Ulm 1846 |
| TSG Balingen                                                            | 0:1 Tobias Rühle (51.) 0:2 Ardian Morina (71.) 0:3 Ardian Morina (90.+1') | | SSV Ulm 1846 |
| 22. August 2020 um 14:45 Uhr in Stuttgart (Gazi-Stadion auf der Waldau) | | |              |
| Ergebnis: 0:3 (0:0)                                                     | | |              |